# Grégory Gaultier
Grégory Jean Claude Gaultier (* 23. Dezember 1982 in Épinal, Vosges) ist ein ehemaliger französischer Squashspieler.

## Karriere
Grégory Gaultier spielte erstmals 2000 auf der PSA World Tour und gewann auf dieser bis zu seinem Karriereende 44 Titel. Er ist neben Thierry Lincou der zweite Franzose, der jemals die Squash-Weltrangliste anführte. Im November 2009 gelang ihm der Sprung an die Spitze, wobei er diese Position bereits im Dezember desselben Jahres schon wieder verlor. Bei Weltmeisterschaften blieb Gaultier lange Zeit der Titel verwehrt: gleich viermal unterlag er gegen unterschiedliche Gegner in einem Weltmeisterschaftsfinale. 2006 gegen David Palmer, 2007 gegen Amr Shabana sowie 2011 und 2013 gegen Nick Matthew. Erst 2015 wurde er mit einem Finalsieg über Omar Mosaad erstmals Weltmeister.
Auf europäischer Ebene ist Gaultier Rekordsieger. Gaultier stand zwischen 2004 und 2011 in jedem Endspiel der seit 2004 wieder ausgetragenen Europameisterschaften im Einzel. Von diesen acht Finalspielen gewann Gaultier alle außer 2009 und 2010, als er gegen seinen Landsmann Lincou jeweils verletzt aufgeben musste. Nachdem er 2012 verletzungsbedingt nicht antreten konnte, gewann er 2013 seinen insgesamt siebten Titel. Auch 2014 und 2015 blieb er siegreich. Im Jahr 2007 gewann er gegen Lincou erstmals die British Open und wiederholte diesen Erfolg 2014 und 2017.
Mit der französischen Nationalmannschaft nahm er 1999, 2001, 2003, 2005, 2007, 2009, 2011, 2013, 2017 und 2019 an Weltmeisterschaften teil. 2003 und 2009 wurde er mit dieser jeweils Vizeweltmeister. Mit ihr wurde er außerdem 2015, 2017 und 2018 Europameister.
Bei den World Games 2013 gewann er nach einem Finalsieg über Simon Rösner die Goldmedaille. In der Saison 2013/14 stand Gaultier nochmals insgesamt acht Monate an der Spitze der Weltrangliste, ehe er sie an Mohamed Elshorbagy verlor. Nach dem Gewinn der Weltmeisterschaft 2015 übernahm er wieder die Spitzenposition. Bei den PSA World Series Finals 2015/16 gewann er seinen dritten Titel bei diesem Turnier. Bereits 2008 und 2009 hatte er das Turnier gewonnen. Im Oktober 2021 beendete er seine Karriere. Im Juni 2022 erhielt er das Ritterkreuz des Ordre national du Mérite.
Grégory Gaultier ist verheiratet und hat zwei Söhne.

## Erfolge
- Weltmeister: 2015
- Vizeweltmeister mit der Mannschaft: 2003, 2009
- Europameister im Einzel: 9 Titel (2004–2008, 2011, 2013–2015)
- Europameister mit der Mannschaft: 3 Titel (2015, 2017, 2018)
- Gewonnene PSA-Titel: 44
- 20 Monate Weltranglistenerster
- World Games: 1 × Gold (2013)
- Französischer Meister: 6 Titel (2004, 2006, 2010–2013)